# Ducado de Sajonia-Weimar-Eisenach
El ducado de Sajonia-Weimar-Eisenach (en alemán: Herzogtum Sachsen-Weimar-Eisenach) fue creado en 1809 por la fusión de los ducados Ernestinos de Sajonia-Weimar y Sajonia-Eisenach. Fue elevado a la categoría de gran ducado en 1815 por resolución del Congreso de Viena. En 1877, oficialmente cambió su nombre a gran ducado de Sajonia (en alemán: Großherzogtum Sachsen), pero este nombre fue raramente utilizado. La monarquía fue abolida con la revolución alemana de 1918-1919 junto con las otras monarquías del Imperio alemán. Fue sucedido por el Estado Libre de Sajonia-Weimar-Eisenach (en alemán: Freistaat Sachsen-Weimar-Eisenach), que fue fusionado con el nuevo estado de Turingia dos años más tarde.
El título completo era gran duque de Sajonia-Weimar-Eisenach, Landgrave en Turingia, margrave de Meissen, conde principesco de Henneberg, señor de Blankenhayn, Neustadt y Tantenburg.

## Historia

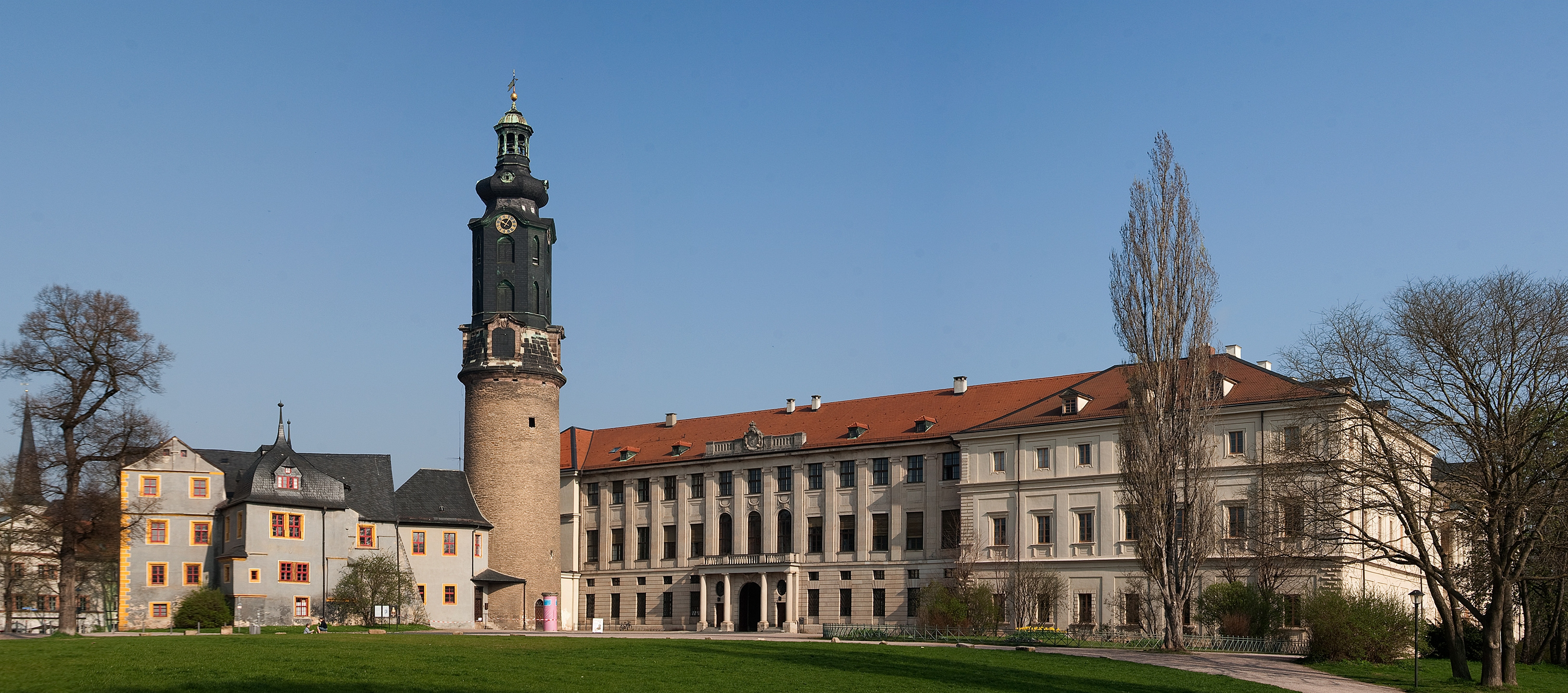
Palacio de Weimar.

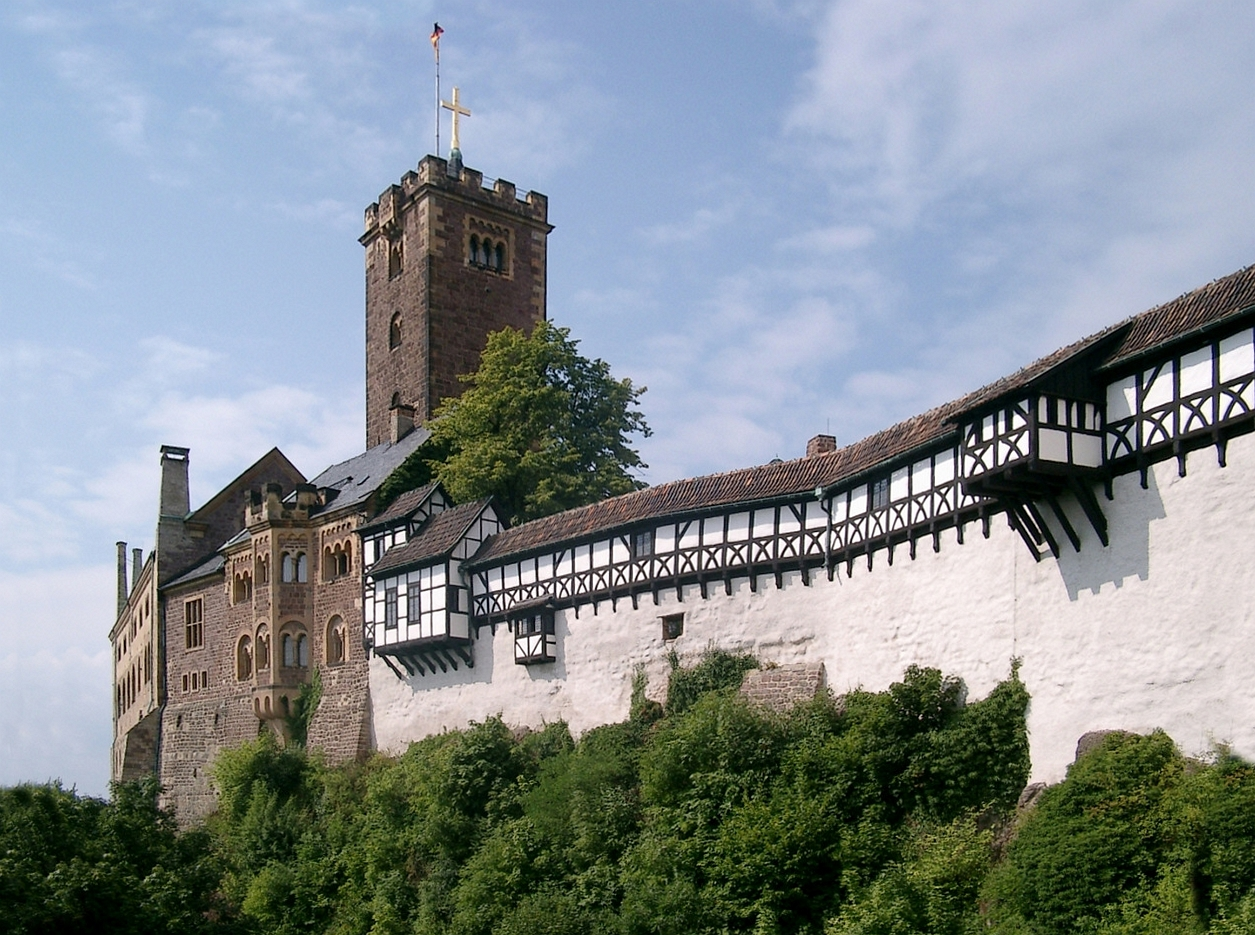
Castillo de Wartburg, en las cercanías de Eisenach.

### Orígenes
Los duques de Sajonia-Weimar y Sajonia-Eisenach gobernaban mediante unión personal por la casa de Wettin desde 1741, después de que la línea de Eisenach se había extinguido tras la muerte del duque Guillermo Enrique. En 1804, Carlos Federico, el hijo mayor y heredero del duque Carlos Augusto contrajo matrimonio con María Pávlovna Románova, hermana del emperador Alejandro I de Rusia, una unión conyugal que promovió decisivamente el ascenso de la dinastía ernestina de Sajonia-Weimar. Aunque en un inicio fue un aliado de Prusia durante la guerra napoleónica de la Cuarta Coalición, el duque Carlos Augusto escapó de la deposición uniéndose a la Confederación del Rin el 15 de diciembre de 1806.

### Unión
Tras la unión oficial en 1809, el ducado de Sajonia-Weimar-Eisenach consistía de distritos separados en torno a la capital Weimar al norte y Eisenach al oeste, que fue agrandado en 1815 con el distrito de Neustadt an der Orla al este.
El duque Carlos Augusto, ascendido a gran duque en 1815, dio a su recién creado gran ducado la primera constitución liberal de Alemania el 5 de mayo de 1816. Los estudiantes de la Universidad de Jena se organizaron en la primera fraternidad de Alemania, la Urburschenschaft, y celebraron el Festival de Wartburg en el Wartburg en octubre de 1919.

### Gran ducado
El gran Ducado, que desde 1815 formaba parte de la Confederación Germánica, no se vio afectado seriamente por las revoluciones alemanas de 1848 y se mantuvo neutral durante las crecientes fricciones entre Austria y Prusia durante las dos décadas siguientes. Tras la guerra austro-prusiana, el gran ducado pasó a ser miembro de la Confederación Alemana del Norte y en 1871 se unió al nuevo Imperio alemán como estado constituyente.
En 1901 Carlos Alejandro fue sucedido por su nieto Guillermo Ernesto que se casó con Carolina de Reuss-Greiz y más tarde con Feodora de Sajonia-Meiningen. En 1903, el gran ducado cambió oficialmente su nombre a gran ducado de Sajonia. Sin embargo, este nombre fue poco usado para evitar confusiones con el vecino Reino de Sajonia.
Guillermo Ernesto abdicó el 9 de noviembre de 1918, poniendo fin así a la monarquía en el estado, que continuó bajo el nombre de Estado Libre de Sajonia-Weimar-Eisenach hasta 1920, cuando se fusionó con la mayoría de sus vecinos para formar Turingia, con Weimar como capital del estado.

## Soberanos de Sajonia-Weimar-Eisenach

### Duque de Sajonia-Weimar-Eisenach, 1809-1815
- Carlos Augusto, 1809-15; Duque de Sajonia-Weimar y Sajonia-Eisenach desde 1758, hasta 1775 bajo tutela de su madre la duquesa Ana Amalia de Brunswick-Wolfenbüttel.

### Grandes duques de Sajonia-Weimar-Eisenach, 1815-1918
- Carlos Augusto, 1815-28
- Carlos Federico, 1828-53
- Carlos Alejandro, 1853-1901
- Guillermo Ernesto, 1901-18

### Cabeza de la casa de Sajonia-Weimar-Eisenach, 1918-presente
- Gran Duque Guillermo Ernesto, 1918-23
- Gran Duque heredero Carlos Augusto, 1923-88
- Príncipe Miguel Benedicto, 1988-presente
  - Princesa Leonie von Sachsen Weimar, heredera al trono